# Nanning van Foreest (1914-1945)
Jhr. Nanning van Foreest (Amsterdam, 9 mei 1914 - Sankt Valentin (Oostenrijk), 4 maart 1945) was een Nederlandse diplomaat en Engelandvaarder.

## Jeugd
Nanning van Foreest was de enige zoon van jhr. Herpert van Foreest, directeur van de zwavelzuurfabriek Ketjen en zoon van het Tweede Kamerlid Pieter van Foreest, en Alida Petronella Beets, kleindochter van de auteur en hoogleraar Nicolaas Beets. Hij had drie zusters. Zijn ouders woonden aan de Koninginneweg en later in de Johannes Verhulststraat in Amsterdam. Toen opa Van Foreest overleed, verhuisde het gezin naar huis Nijenburg in Heiloo, waar Nanning van Foreest als kind al bij zijn grootouders logeerde. Hij genoot van het buitenleven.
Hij zat op de HBS in Alkmaar en later op het Kennemer Lyceum in Bloemendaal. Hij was goed in sport (tennis, zeilen en schaatsen), maar hij was ook geïnteresseerd in filosofie. Voordat hij eindexamen deed, vertrok hij naar Londen om te studeren aan de London School of Economics.

## Oorlogsjaren
Toen de Tweede Wereldoorlog uitbrak, was Nanning van Foreest attaché bij het Nederlands consulaat in Parijs. In 1940 overleed plotseling zijn vader, waardoor hij naar Nijenburg terugkeerde. Daar werd onderdak geboden aan talrijke onderduikers, maar Van Foreest had meer ambities. Zijn eerste poging om vanuit Petten naar Engeland te gaan, mislukte. Daarna werd er in een schuur een motorvlet klaargemaakt, die later aan boord van de Nooit Volmaakt naar de Nieuwe Maas werd gebracht. 
Engelandvaart
Een groep, bestaande uit Van Foreest, Max Boogaerdt, Wim Werumeus Buning (stuurman), Pieter Kien, Roel Kruizinga, Erik Cornelis Scheffer, Dolf de Vries en Theo Vrins, probeerde naar Engeland over te steken. Hun reddingsvlet was het Haringvliet afgezakt en had de zee al bereikt, toen het weer slechter werd en de motor uitviel. Bovendien werd bijna iedereen zeeziek. Op 2 maart 1943 werd de groep door de Duitse marine onderschept.
Van Foreest werd via kamp Haaren en kamp Amersfoort overgebracht naar concentratiekampen Natzweiler en Dachau, en ten slotte in september 1944 naar kamp Sankt Valentin, een nevenkamp van concentratiekamp Mauthausen, waar de geïnterneerden tewerkgesteld werden op de tankfabriek waar onder meer de Tiger I-tank werd gebouwd. Hij overleed daar een paar maanden voor het einde van de oorlog.
Zijn naam staat vermeld op:
- de Erebegraafplaats Loenen op het vijfluik met namen van gevallen Engelandvaarders,
- de Erelijst van hen die hun leven voor hun land hebben gegeven.